# The Doors (película)
The Doors es una película biográfica estadounidense sobre la banda de rock del mismo nombre, dirigida por Oliver Stone y estrenada en 1991. El guion fue escrito tanto por Stone como por Randall Jahnson, basado en el libro Riders On The Storm de John Densmore.
Fue realizada por los estudios Carolco Pictures y originalmente distribuida por Tri-Star Pictures.
La película hace hincapié en la tormentosa vida de su vocalista, Jim Morrison, a 20 años de su confusa muerte. Fue protagonizada por Val Kilmer como Morrison, Meg Ryan como Pamela Courson (compañera sentimental del cantante), Kyle MacLachlan como Ray Manzarek, Frank Whaley como Robby Krieger, Kevin Dillon como John Densmore y Kathleen Quinlan como la periodista Patricia Kennealy. Resultan notables tres breves cameos con los verdaderos John Densmore, Patricia Kennealy y Paul A. Rothchild en distintos personajes.
En general, recibió severas críticas principalmente provenientes de los integrantes de la propia banda The Doors, debido a que Jim Morrison fue representado como un psicótico y no como el poeta y músico que era, además de que la película cae en muchos errores históricos.
Dieciocho años después, al respecto de esta película, el teclista Ray Manzarek dijo que el documental llamado When You're Strange  estrenado en 2009, es "la verdadera historia de The Doors", e indicó que este nuevo trabajo es el "anti-Oliver Stone", refiriéndose evidentemente a esta cuestionada película.

## Argumento
1965-1971. La vida de Jim Morrison (Val Kilmer) cambió cuando, a orillas de un camino de Nuevo México, vio morir a un grupo de indios navajos. Se convirtió en un hippie, consumió drogas y formó parte de la música en los 60.

## Reparto
The Doors debió enfrentar una gran cantidad de dificultades técnicas para su realización en la década de los 80, incluyendo una gran diversidad de estudios, actores y directores, hasta que se eligió al definitivo Oliver Stone para su dirección en 1986, quien logró llevarla a la pantalla grande cinco años después.
Casi diez años antes de que se hiciera la película, el proyecto pasó por un verdadero  "infierno de desarrollo" después de haber sido considerados aspectos esenciales de producción. Varios actores tan renombrados como Tom Cruise, Johnny Depp, John Travolta y Richard Gere fueron en su momento mencionados para el personaje de Morrison cuando el proyecto estaba aún en desarrollo, en la década de 1980. Incluso los cantantes de INXS  (Michael Hutchence) y U2 (Bono) expresaron su interés en el papel.
Sin embargo, un prácticamente desconocido Val Kilmer fue el elegido, luego de que Oliver Stone lo descubrió en 1988 al ver su actuación en la película Willow. Kilmer tenía el mismo tipo de voz para el canto que Morrison y logró convencer al director de que él era perfecto para el rol del cantante. Gastó varios miles de dólares en filmar su propio vídeo de ocho minutos, con una muestra de su canto y el aspecto de Morrison en las distintas etapas de su vida.
Para prepararse para el papel, Kilmer perdió peso y pasó seis meses ensayando canciones de The Doors todos los días. El actor aprendió 50 canciones, de las cuales 15 son en realidad interpretadas por él mismo en la película. Kilmer también pasó cientos de horas con el productor musical Paul Rothchild para que le ayudara con su caracterización, quien le dijo que incorporara "anécdotas, historias, momentos trágicos, momentos de humor, como Jim pensaba y se dijera ¿cuál fue mi interpretación de las letras de Jim?", dijo Rothchild. También le recomendó en el estudio que utilizara “alguna pronunciación, cosas idiomáticas que Jim podría hacer que una canción sonara como él”.
Curiosamente, aunque Kilmer logró conocer y reunirse con Robby Krieger y John Densmore, Ray Manzarek rehusó del todo hablar con él, debido a su posición abiertamente adversa a la historia que se filmaría. Se afirma que cuando los restantes The Doors escucharon a Kilmer cantando, creyeron oír la propia voz de Morrison.

## Miembros
- Val Kilmer como Jim Morrison - Voz principal.
- Kyle MacLachlan como Ray Manzarek - Teclados.
- Frank Whaley como Robby Krieger - Guitarra.
- Kevin Dillon como John Densmore - Batería.
- Meg Ryan como Pamela Courson.
- Michael Madsen como Tom Baker.
- Kathleen Quinlan como Patricia Kennealy.
- Michael Wincott como Paul Rothchild.
- Crispin Glover como Andy Warhol.
- Will Jordan como Ed Sullivan.

## Polémicas
Aunque los miembros sobrevivientes de la banda se acreditaron como asesores técnicos, tanto ellos mismos, como allegados y familiares del fallecido Jim Morrison se mostraron altamente disconformes con el resultado de la cinta. Ray Manzarek incluso describió su personaje como "un psicópata fuera de control".
La obra de Stone básicamente se centró en aspectos controvertidos de la vida del cantante, en particular con sus escándalos en el escenario y su abuso con el alcohol y las drogas, dejando casi por completo su lado humano y su talento artístico como músico y poeta. 
Resulta bastante difícil de imaginar para el espectador cómo se habrían llegado a compenetrar y a lograr la química adecuada que se alcanzó entre los cuatro integrantes de la banda, si su líder hubiera tenido siempre ese comportamiento tan errático, distante e incluso hostil, como el presentado en esta película.
Finalmente, a pesar de contar con algunos elementos biográficos reales, existen notables inexactitudes y hechos no verdaderos, los cuales fueron incorporados libremente para enfatizar el personaje decadente y mítico del Morrison creado por Stone.
Quizás el episodio más evidente e inexacto en toda esta película es el referente a la célebre participación de la banda en el programa televisivo The Ed Sullivan Show. No es cierto que Morrison cantara deliberadamente una línea que se le pidió que modificara en el tema “Light My Fire”. 
La película muestra a un desafiante Morrison gritando la palabra higher ("drogado") ante las cámaras de televisión, mientras que, de hecho, destacó fire ("fuego")  durante la ejecución (y cantó la línea higher, más o menos como originalmente lo grabó). 
En una versión, Morrison insistió en que era un accidente, que tenía la intención de cambiar la letra, pero estaba tan nervioso acerca de la realización en directo en televisión que él se olvidó de cambiarla cuando estaba cantando. En otra versión, Ray Manzarek dice que The Doors fingió estar de acuerdo con el cambio de palabras y deliberadamente tocó la canción como siempre lo habían hecho, sin embargo, sin mayor énfasis en la palabra que se consideraba ofensiva.
Otra inexactitud, igual de notable, es que la película retrata el primer período de Morrison con The Doors, con todos los miembros de la banda original incluidos. Sin embargo, Robby Krieger no se unió a sus compañeros hasta más tarde en el mismo año de este período en particular.

## Recepción
En términos generales, los comentarios y críticas hacia la película fueron divididos, predominando los negativos. No obstante, Val Kilmer fue mayoritariamente elogiado por su gran actuación en el difícil papel de representar al llamado "Rey Lagarto", así como por su habilidad para cantar en algunas escenas de una forma bastante similar. 
The Doors fue calificado con un discreto 58% en la página web Rotten Tomatoes, con base en el promedio de 46 comentarios.  
El sitio Metacritic, la calificó con un 62 en una base de 100 de acuerdo a 19 críticos especializados. Sin embargo, sumó un 7,7 de acuerdo al promedio de 6 usuarios de la página. 
Opiniones distintas y favorables se recopilaron en la página AllMovie, especializada en música y películas. De acuerdo a críticos, recibió tres estrellas de cinco posibles, y cuatro estrellas entre las opiniones de sus usuarios. 
La respuesta del público en la taquilla también no fue la esperada. Según Box Office Mojo, The Doors recuadó un total de USD 34 494 884, lo que la ubicó en la posición número 39 entre todas las películas de 1991. La película se realizó con un presupuesto aproximado de unos USD 32 000 000, por lo que apenas recuperó la inversión para producirla. 

## Trivia
- The Doors está basada en el libro Riders on the storm de John Densmore.

- En las escenas en las que Jim Morrison aparece drogado, Val Kilmer, que tiene los ojos verdes, se puso lentillas para aparentar la dilatación de las pupilas.

- Sean Stone, hijo del director, interpreta a Jim Morrison durante su niñez.

- El papel del ingeniero de sonido Bruce Botnick lo interpreta el propio John Densmore, baterista original de The Doors.

- La bruja que casa a Jim con la periodista Patricia Keanelly (que representó Kathleen Quinlan), es la mismísima Patricia Kennealy.

- La vestimenta que usó Val Kilmer fue extraída de un museo, prendas que fueron del propio Jim Morrison.